# Blockhaus d’Éperlecques

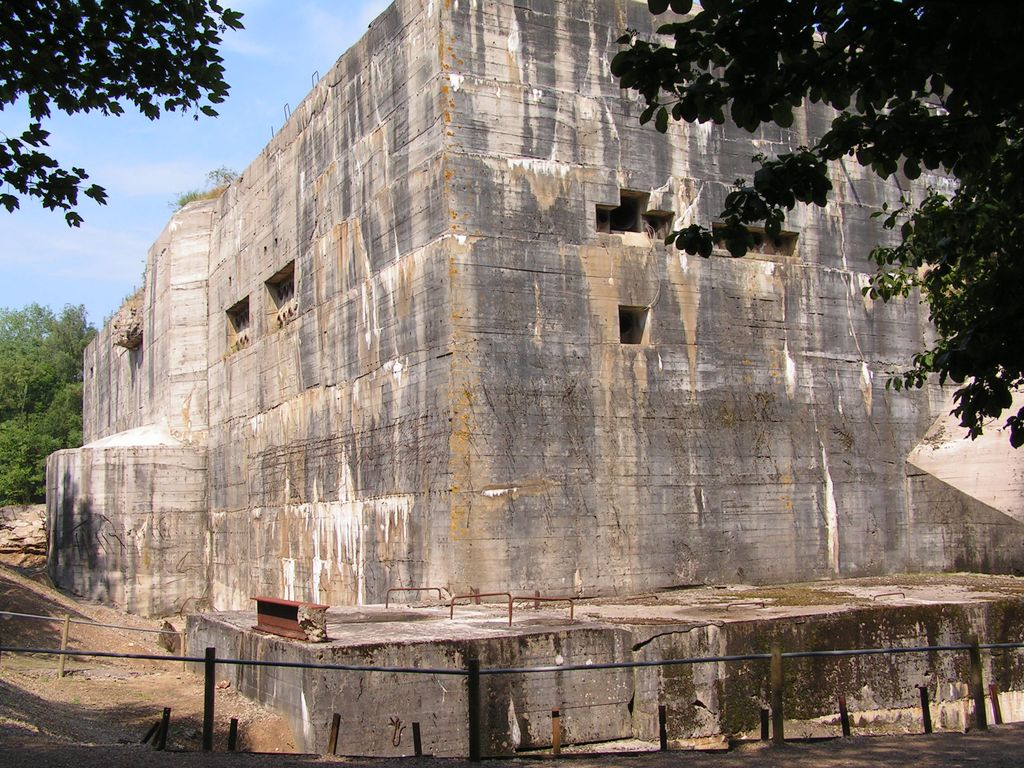
Blockhaus d’Éperlecques

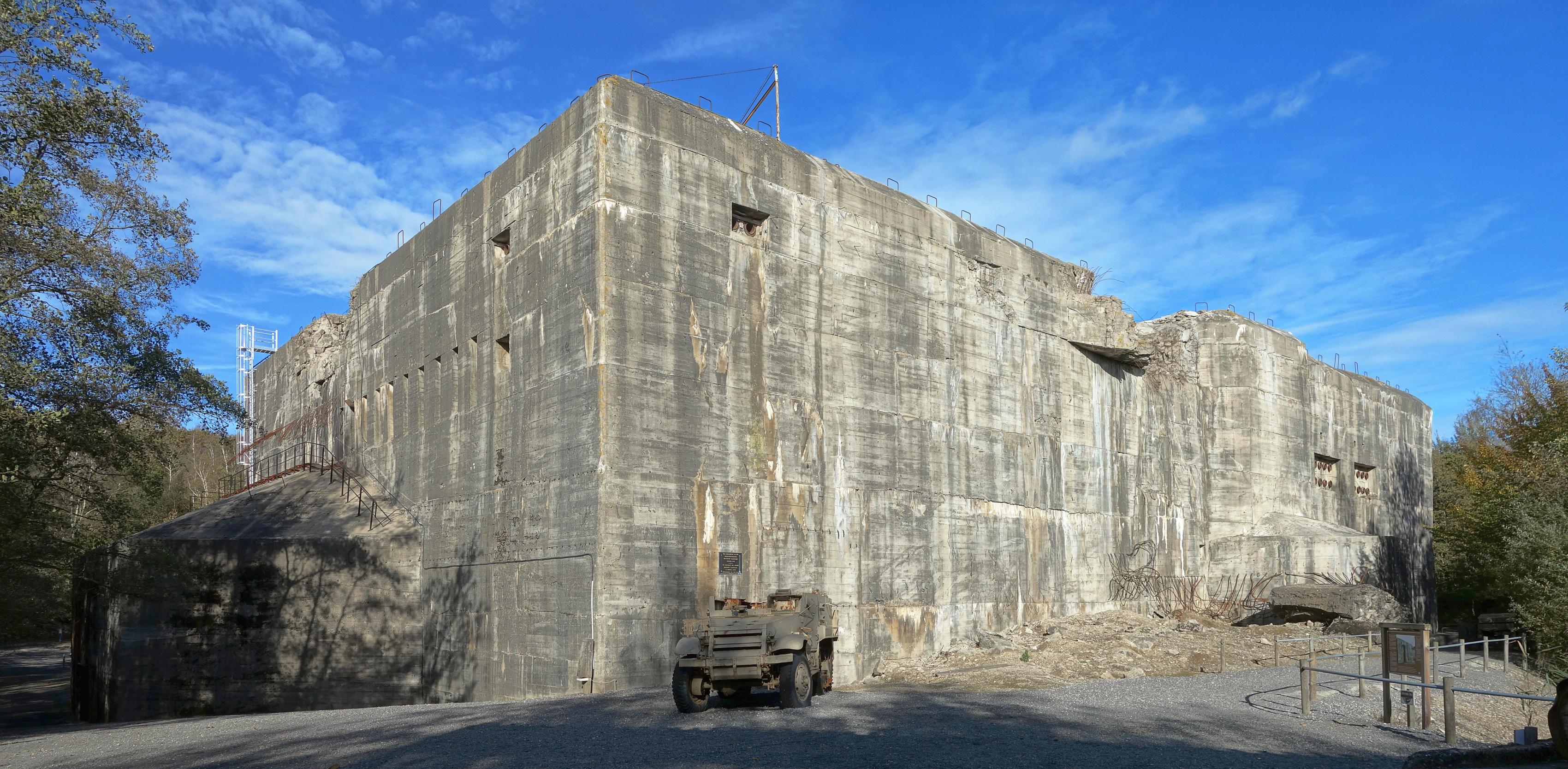
Westliche und südliche Fassade

Blockhaus d’Éperlecques (auch: Bunker de Watten) ist der Name einer deutschen Bunkeranlage aus dem Zweiten Weltkrieg in Nordfrankreich im Département Pas-de-Calais. Sie befindet sich im Wald von Éperlecques etwa zehn Kilometer nordwestlich von Saint-Omer.
Die Bunkeranlage mit dem Decknamen „Kraftwerk Nord West“ (KNW) sollte zur Montage und zum Abschuss von V2-Raketen dienen. Ihr Bau geht auf die Forderung Hitlers Ende 1942 zurück, den Verschuss der Raketen aus Großbunkern in der Nähe der Kanalküste vorzunehmen. In den letzten Dezembertagen prüften Offiziere und Ingenieure der Heeresversuchsanstalt Peenemünde mögliche Standorte und entschieden sich für den Wald bei Éperlecques. Die mit dem Bau im März 1943 beauftragte Organisation Todt konnte die Anlage (trotz des Einsatzes von Zwangsarbeitern) nicht fertigstellen, da die Briten über das Vorhaben und seinen Zweck informiert waren. Sie führten am 27. August und am 7. September 1943 erste Bombenangriffe auf den Standort aus. Am 19. Juni 1944 wurde die Anlage dann im Rahmen der Operation Crossbow durch Luftangriffe schwer beschädigt: Bomber der Royal Air Force warfen Tallboy-Bomben ab. Einzig die Anlage zur Herstellung von Flüssigsauerstoff mit fünf Maschinen wurde weiter ausgebaut und in Betrieb genommen. Am 27. Juli 1944 überstand sie einen weiteren Tallboyangriff unbeschädigt; in Anbetracht des Heranrückens der alliierten Truppen wurde Anfang Juli 1944 die Entscheidung getroffen, die Maschinen zu demontieren und die Anlage aufzugeben.
Die Anlage beherbergt heute ein Freilichtmuseum, das ihre Geschichte und Funktion dokumentiert. Neben dem Bunker ist ein Krater einer Tallboy-Bombe mit einem Durchmesser von rund 42 Metern und etwa 18 Meter Tiefe zu sehen.
1986 wurde die Anlage vom französischen Kulturministerium als Monument historique registriert.

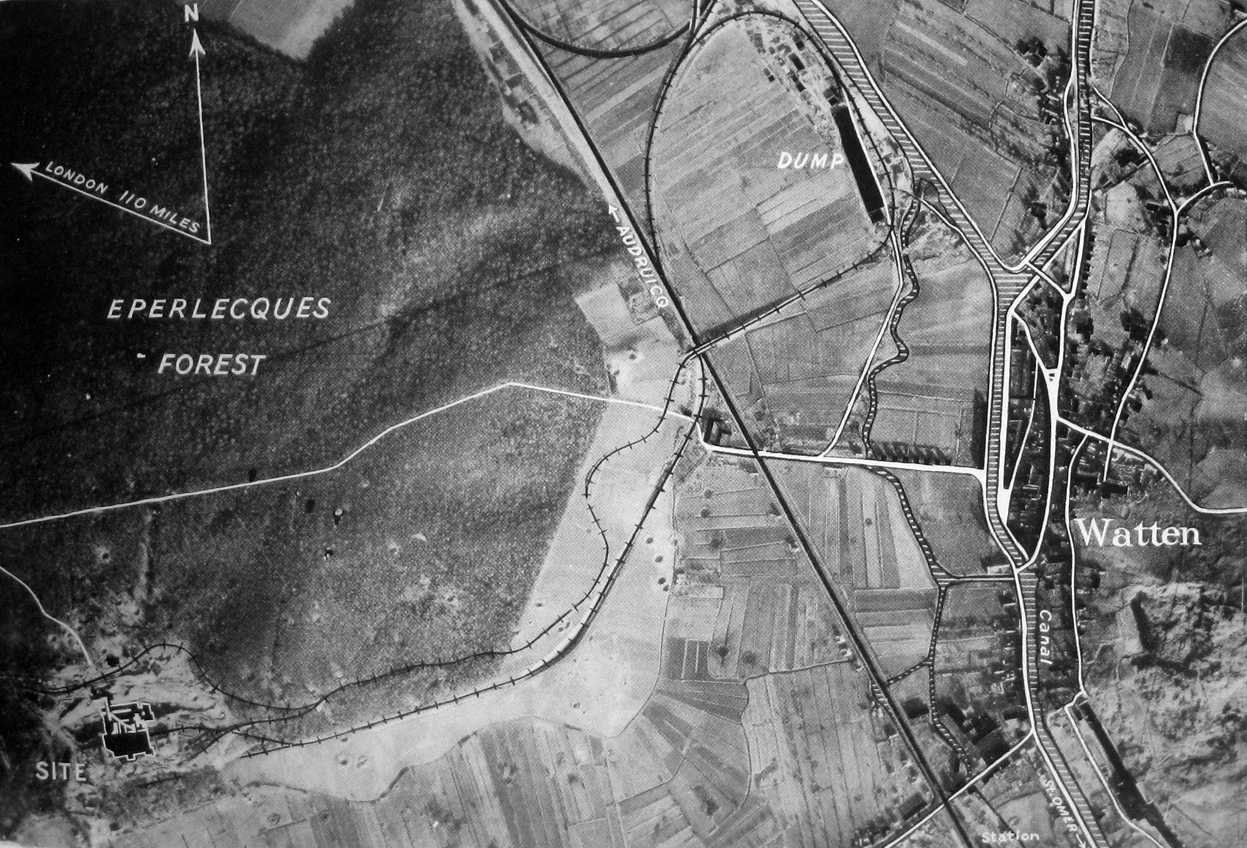
Luftbild des Gebiets, Bunkeranlage unten links
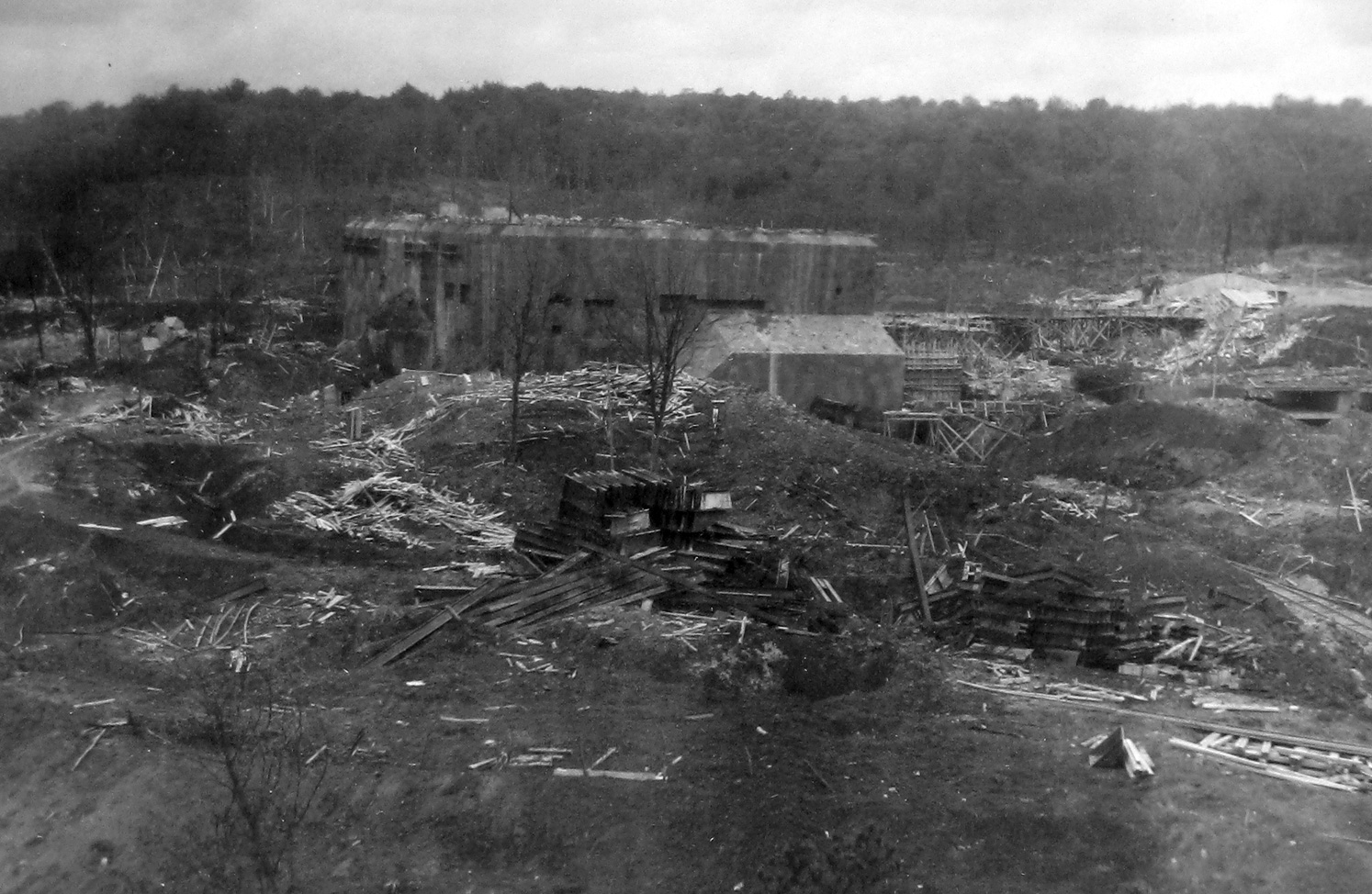
Anlage am 23. Juli 1944
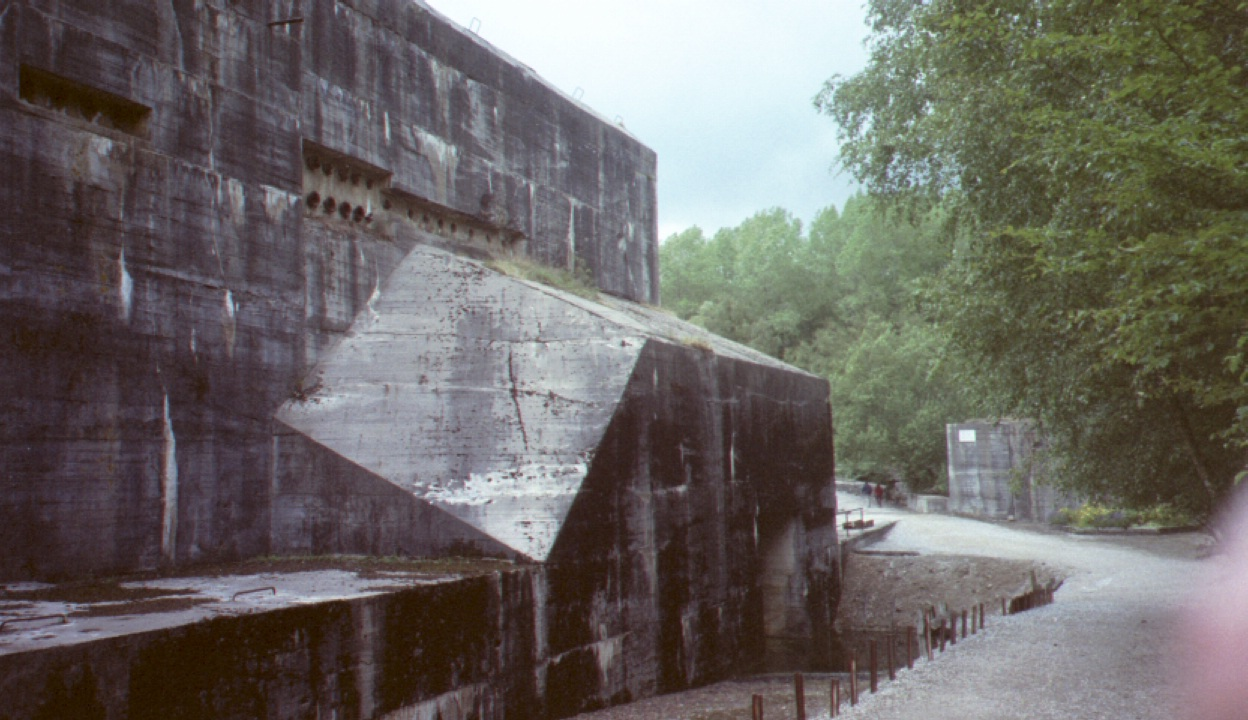
Ostseite des Bunkers
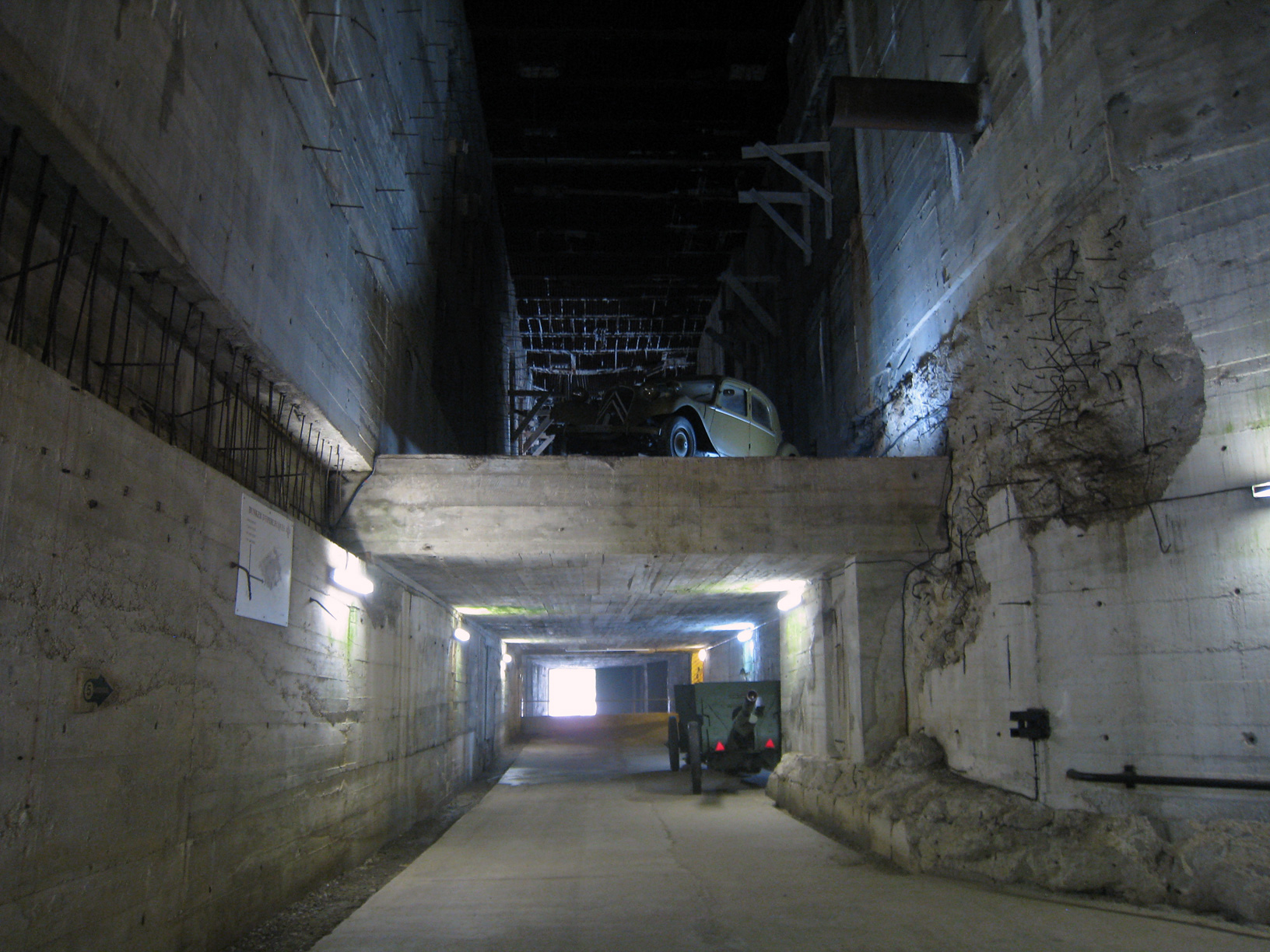
Inneres der Anlage (2011)